# Baie Lituya
Pour les articles homonymes, voir Lituya et Baie des Français.
La baie Lituya (en anglais, Lituya Bay ; originellement, baie des Français) est un fjord des États-Unis situé dans l'Alaska du Sud-Est, sur la côte de l'océan Pacifique. Elle fut découverte en 1786 par l'explorateur français Jean-François de La Pérouse. La baie est notamment célèbre pour avoir été le théâtre le 9 juillet 1958 d'un des plus importants tsunamis provoqué par un glissement de terrain. La vague, qui a atteint une hauteur d'environ 60 mètres, a détruit par son déferlement la végétation jusqu'à une altitude record estimée à 524 ou 525 mètres sur le versant opposé.

## Géographie
La baie Lituya est située aux États-Unis, en Alaska du Sud-Est, à 30 km au sud du Mont Fairweather. Administrativement, elle fait partie de la région de recensement de Skagway-Hoonah-Angoon et du parc national de Glacier Bay.
La baie Lituya est un fjord de l'océan Pacifique qui s'avance dans la chaîne Saint-Élie. Le fjord a été creusé par la réunion des glaciers Lituya et Crillon qui ont formé un lobe glaciaire, aujourd'hui disparu, dont la moraine est encore visible à l'écart du rivage de la baie Lituya, dans sa partie aval. De forme allongée, avec 14,5 kilomètres de longueur pour une largeur maximale de 3,5 kilomètres, ce fjord comporte une île en son centre. La baie communique avec l'océan Pacifique par un détroit où les courants marins sont particulièrement puissants. Le resserrement formé par ce détroit est appelé Anchorage Cove. Deux anses se trouvent à l'autre extrémité de la baie, Crillon Inlet au sud-est et Gilbert Inlet au nord-ouest. Ces deux anses correspondent chacune respectivement au début des vallées où s'écoulent les glaciers du même nom, le glacier Crillon et le glacier Lituya, qui plongent dans les eaux de la baie sur une petite partie de leur front glaciaire.

## Histoire

### Expédition de La Pérouse en 1786

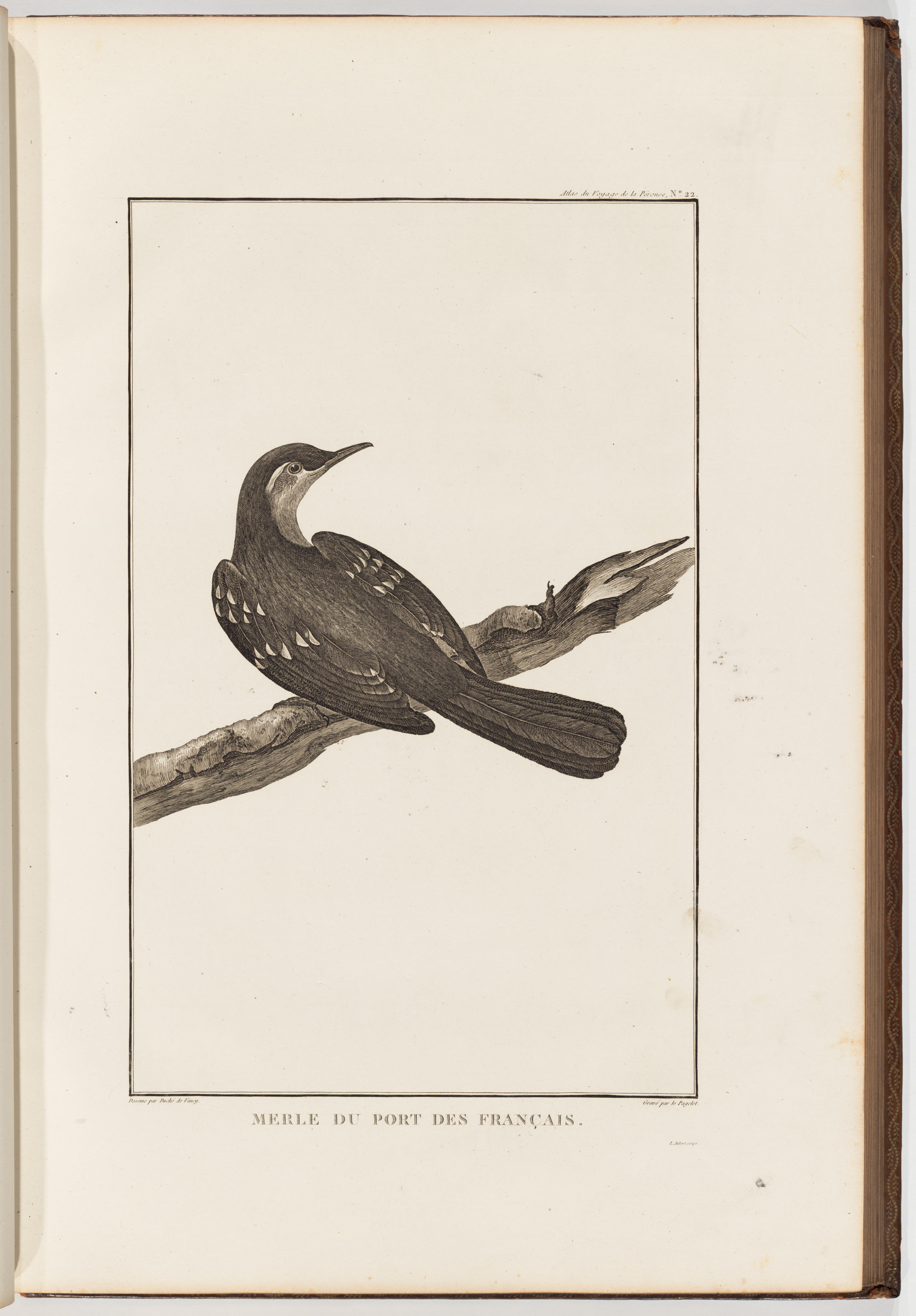
Merle de la baie des Français.

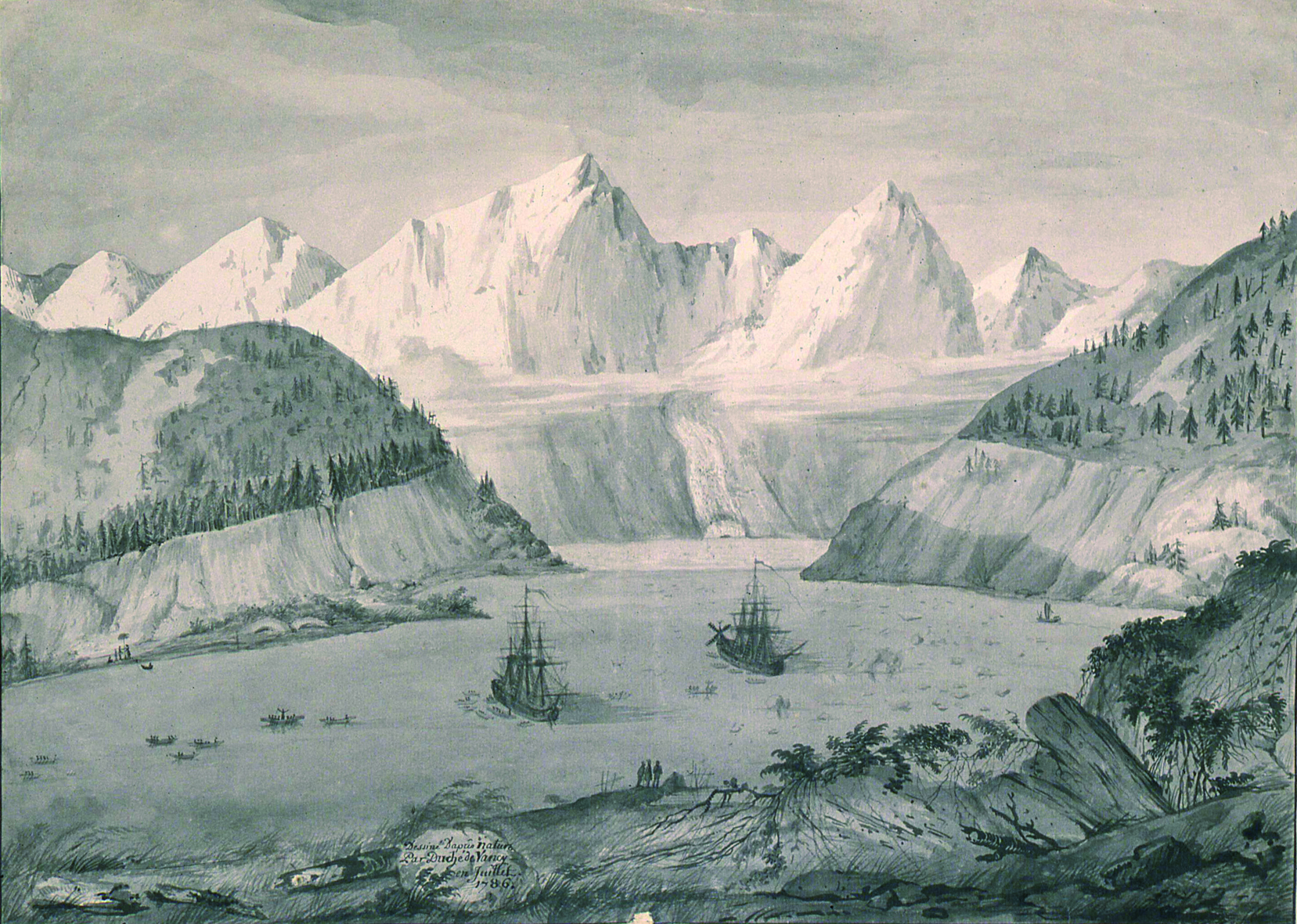
La baie au moment de sa découverte en 1786 par l'expédition de La Pérouse.

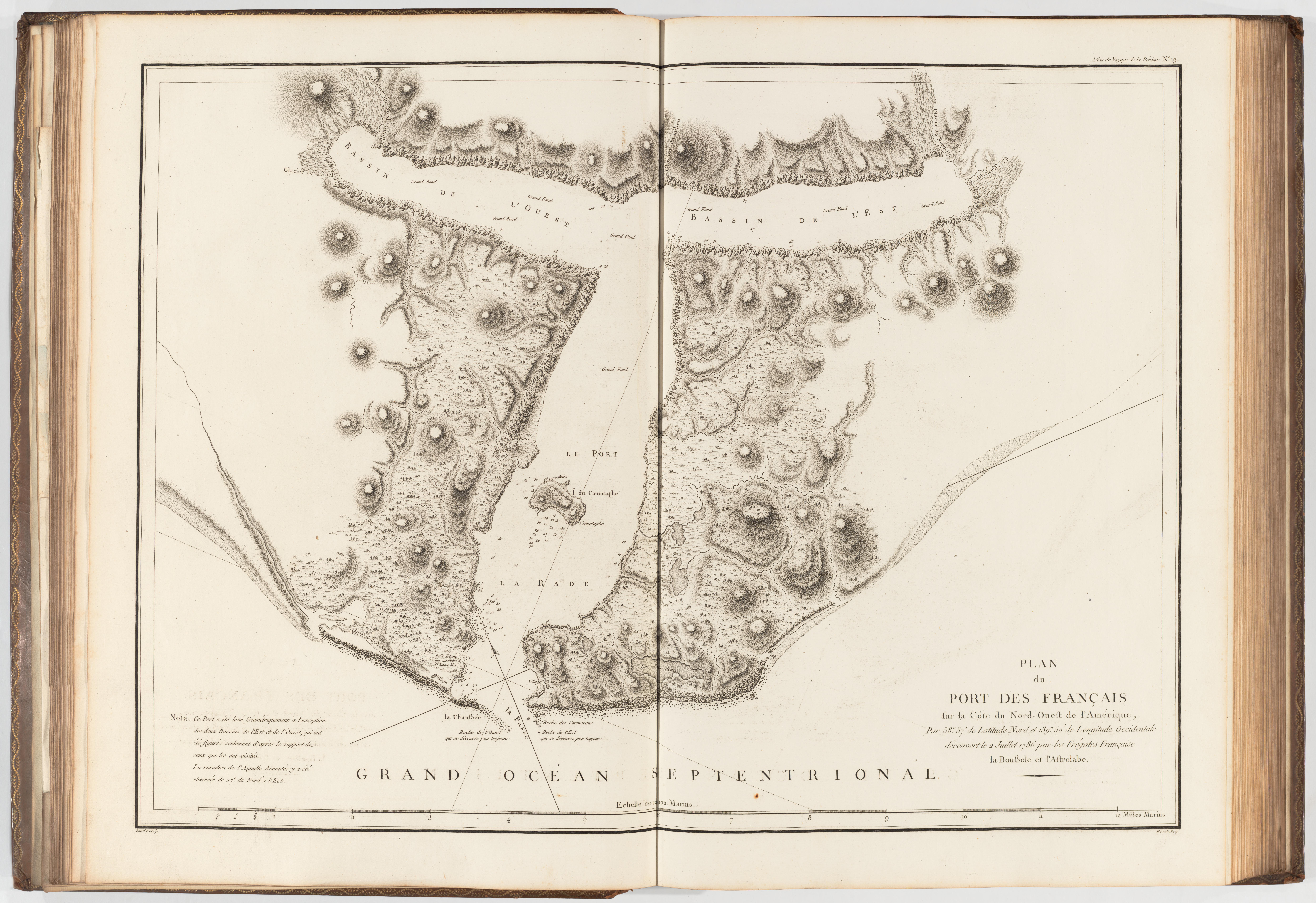
Relevé de la rade et de l'île du Cénotaphe, La Pérouse.

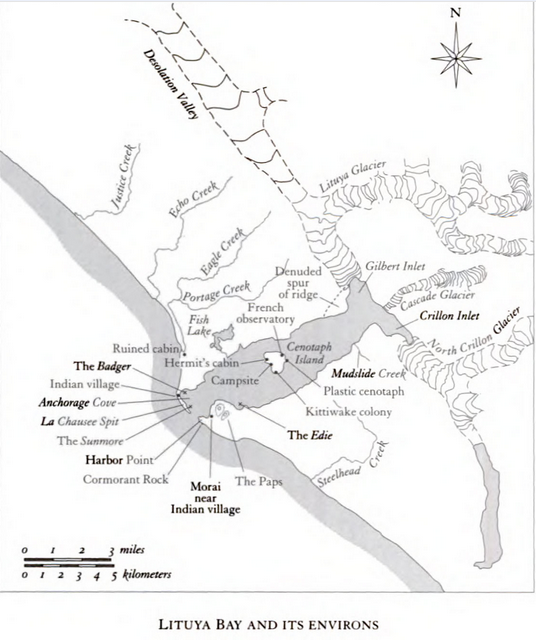
Carte de la baie et toponymie, Philip L. Fradkin, 2001.

La baie Lituya est découverte le 2 juillet 1786 par Jean-François de La Pérouse qui la nomme « Baie des Français » ou « Port des Français ».
Il décrit avec beaucoup de précision son rôle de base commerciale maritime pendant la belle saison pour les Indiens Tlingits ainsi que leurs mœurs, la faune et la flore locales. Il fait des relevés topographiques ainsi que des sondages.
À leur arrivée, L'Astrolabe et La Boussole manquent de faire naufrage à leur premier mouillage, à cause d'un coup de vent qui les drosse à la côte et les oblige à mouiller une ancre de bossoir et à amener des mâts de perroquet. La Pérouse note « Depuis trente ans que je navigue, il ne m'est pas arrivé de voir deux vaisseaux aussi près de se perdre. » Mais le canot envoyé en reconnaissance signale la présence d'une île et de deux vastes canaux au fond de la baie ; aussi les deux vaisseaux vont-ils s'abriter derrière cette île et y installer leur observatoire. La baie est très profonde et encerclée de montagnes qui tombent à pic. Le silence n'est troublé que par le bruit de la chute de morceaux de glace qui se détachent, et les cris des oiseaux de mer qui viennent pondre dans le creux des rochers. L'exploration des deux canaux ne permet pas de découvrir une embouchure de fleuve ; ils se terminent en cul-de-sac. De très nombreuses pirogues entrent et sortent de la baie pour y venir faire commerce en empruntant la passe meurtrière uniquement au moment de l'étale de flot ou de jusant et en faisant une prière au soleil.

Dès leur arrivée, les Français sont entourés de pirogues remplies de peaux de loutres, de poisson et de petits meubles que les Indiens, manifestement très habitués à commercer, viennent échanger contre du fer. Ils portent tous en collier, dans un fourreau de peau tannée, un poignard en fer, qu'ils utilisent pour chasser l'ours.
Le cérémonial d'accueil du chef est impressionnant : après une prière au soleil, une longue harangue et des chants, le chef et sa suite montent à bord et exécutent pendant une heure des danses tout en continuant de chanter. En échange d'objets en fer, ils offrent des saumons et des peaux de loutre de mer. Quelques jours plus tard, le chef vend l'île aux Français en échange de drap rouge, de haches, d'herminettes et de fer en barre : La Pérouse fait enterrer au pied d'une roche une bouteille avec une inscription relative à cette transaction et une médaille de bronze. Cette rencontre des indiens Tlingits de la baie Lituya en 1786 a fait l'objet d'une transmission orale, de chaman à chaman, qui a permis de conserver une mémoire collective précise de cet événement, deux siècles plus tard.
La végétation a été étudiée par les botanistes de l'expédition : ils ont mesuré la taille exceptionnelle des pins, trouvé une infinité de plantes usuelles (céleri, oseille à feuille ronde, chicorée, mimulus) et dans les bois des fruits sauvages en abondance (fraises, framboises et groseilles). Parmi les arbres recensés, le sureau à grappes, le saule nain, de nombreuses bruyères, le peuplier baumier, le peuplier-liard, et le charme.

En ce qui concerne la faune, les rivières sont remplies de truites et de saumons mais dans la baie ne se pêchent que des flétans ; les chasseurs ont vu dans les bois des ours, des martres et des écureuils.

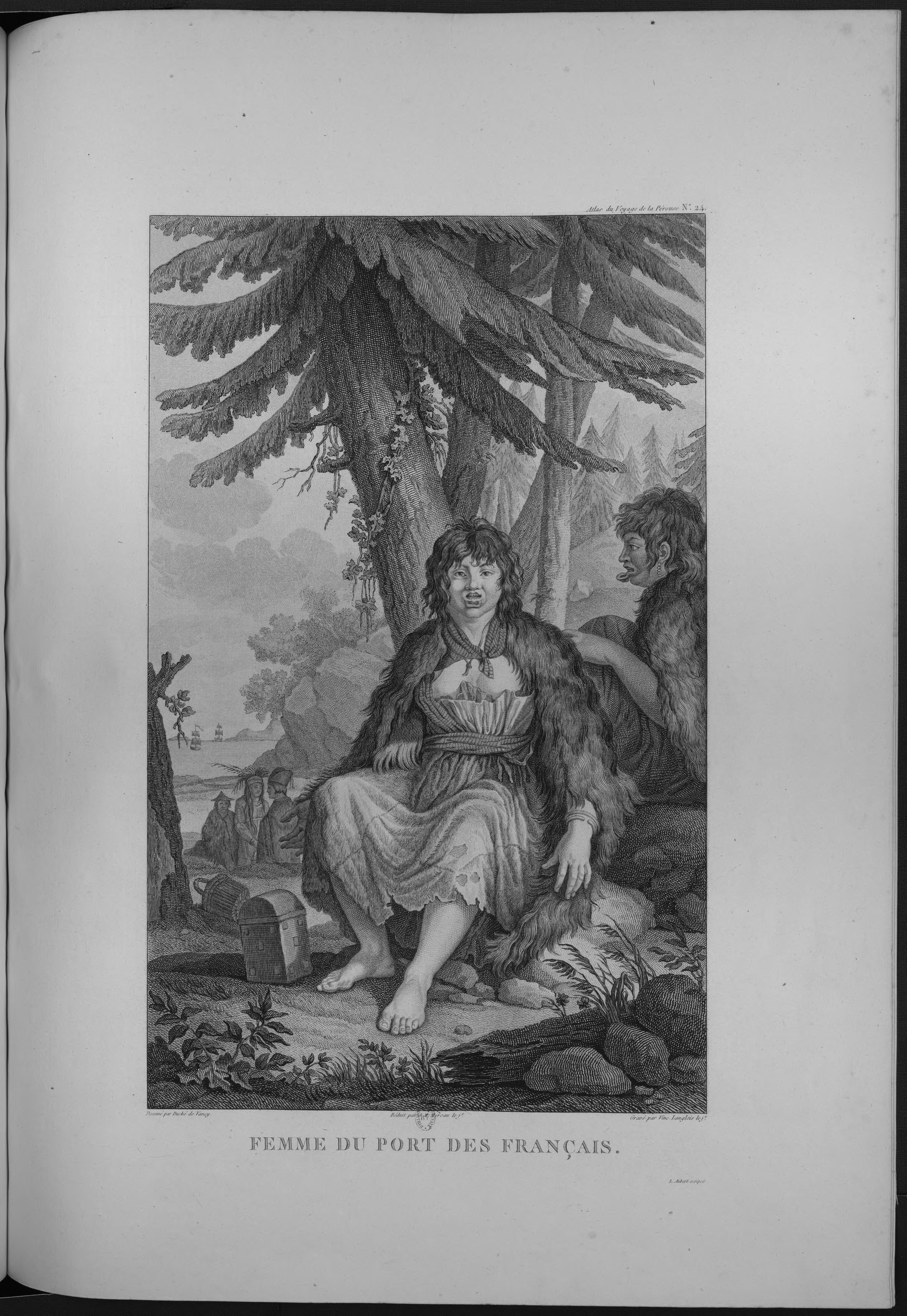
Amérindiennes avec labret et coffre.

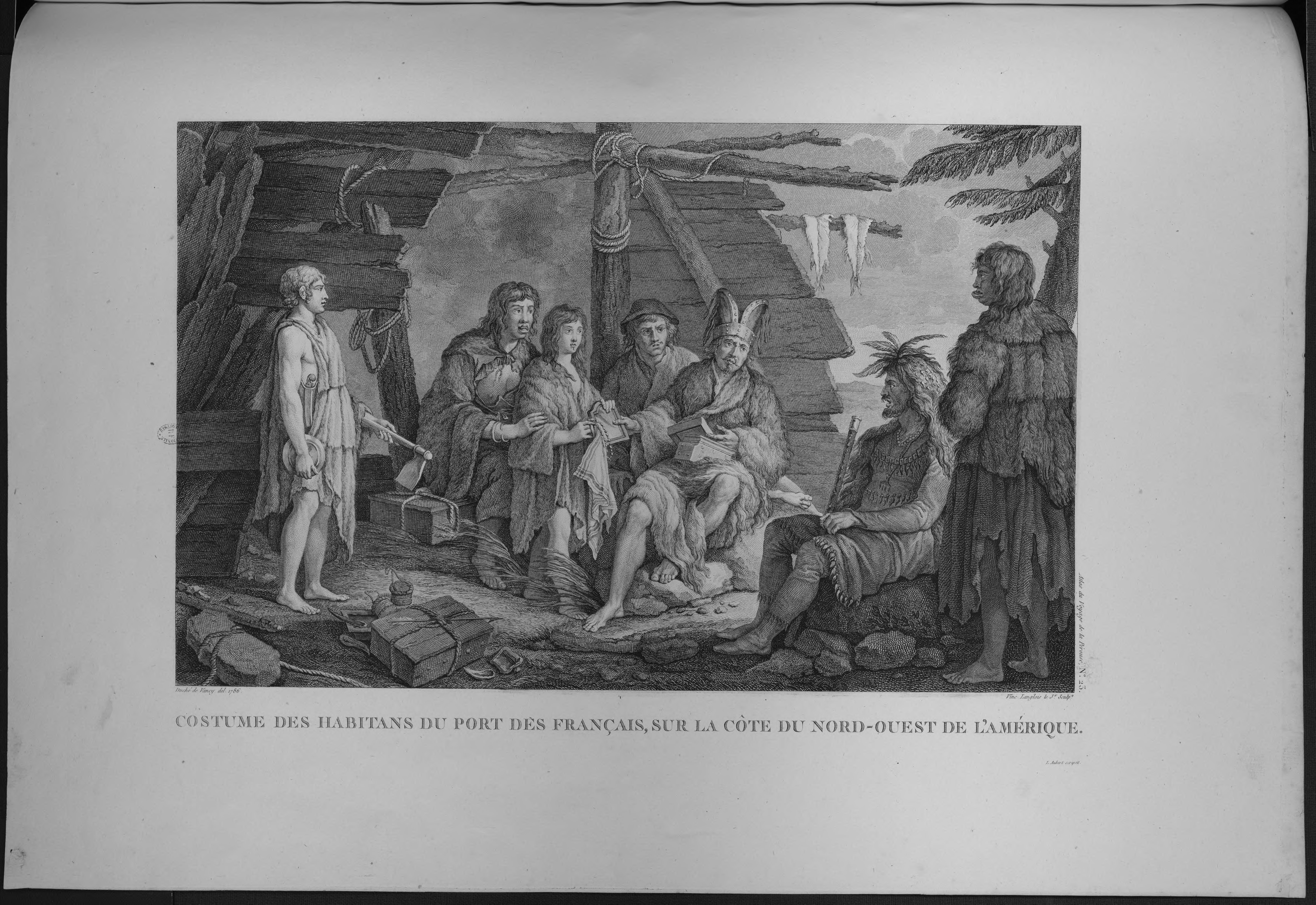
Costume des habitants du Port des Français.

Des longues descriptions de La Pérouse sur les habitants, des informations précieuses peuvent être retenues concernant leurs mœurs, l'artisanat et l'architecture.

Les campements saisonniers regroupent des petits clans autonomes d'une vingtaine de personnes qui s'abritent pendant la saison dans des appentis en bois où ils fument le poisson ; chaque famille possède trois ou quatre petits chiens. Ils marchent pieds-nus et ont le nez et les oreilles percés ; les jeunes filles ont une aiguille enfoncée dans la lèvre inférieure et les femmes mariées une écuelle. Ils portent des tatouages et des peintures sur le visage et sur le corps (ocre, noir de fumée et plombagine mêlée d'huile de loup marin). Pour les cérémonies, les cheveux se portent longs, poudrés et tressés avec du duvet d'oiseaux de mer. Ils ont des chapeaux de paille très bien tressés et parfois des bonnets à deux cornes ou avec des plumes d'aigle. Le chef a une chemise en peau d'orignal tannée bordée d'une frange de sabots de daim et de becs d'oiseaux qui font un bruit de grelots pendant les danses.

Pour pêcher dans les rivières, chaque pirogue lance une quinzaine de lignes terminées par une grosse vessie de loup marin qu'il suffit de remonter quand elles sont pleines de truites ou de saumons.

Ils sont passionnés par les jeux de hasard.
La Pérouse a remarqué la qualité de leurs statuettes sculptées en bois ou en pierre qui représentent des hommes ou des animaux, l'art de tresser chapeaux et paniers de jonc décorés ainsi que des tapisseries avec la laine d'animaux. Les bijoux sont en pierre serpentine polie. Ils mangent et font la cuisine dans des vases en bois. La Pérouse se pose la question de l'origine du cuivre jaune avec lequel sont fabriqués de nombreux bijoux ou accessoires (colliers, bracelets, pointes de flèche). Il est également intrigué par une grande pirogue rescapée d'un naufrage récent, qu'il propose d'attribuer à des navigateurs Esquimaux.

Le culte des morts comporte l'incinération du défunt dont la tête, enveloppée de plusieurs peaux, est conservée avec les cendres dans un coffre. Le tout est protégé par une petite chambre en planches soutenue par quatre piquets, le « morai ».
L'exploration de la baie se termine par une catastrophe, deux chaloupes sont emportées par le courant et 21 marins périssent dans la passe. Un monument est dressé en leur mémoire sur l'île située au centre de la baie, qui est baptisée « île du Cénotaphe ».

### Mégatsunami en 1958

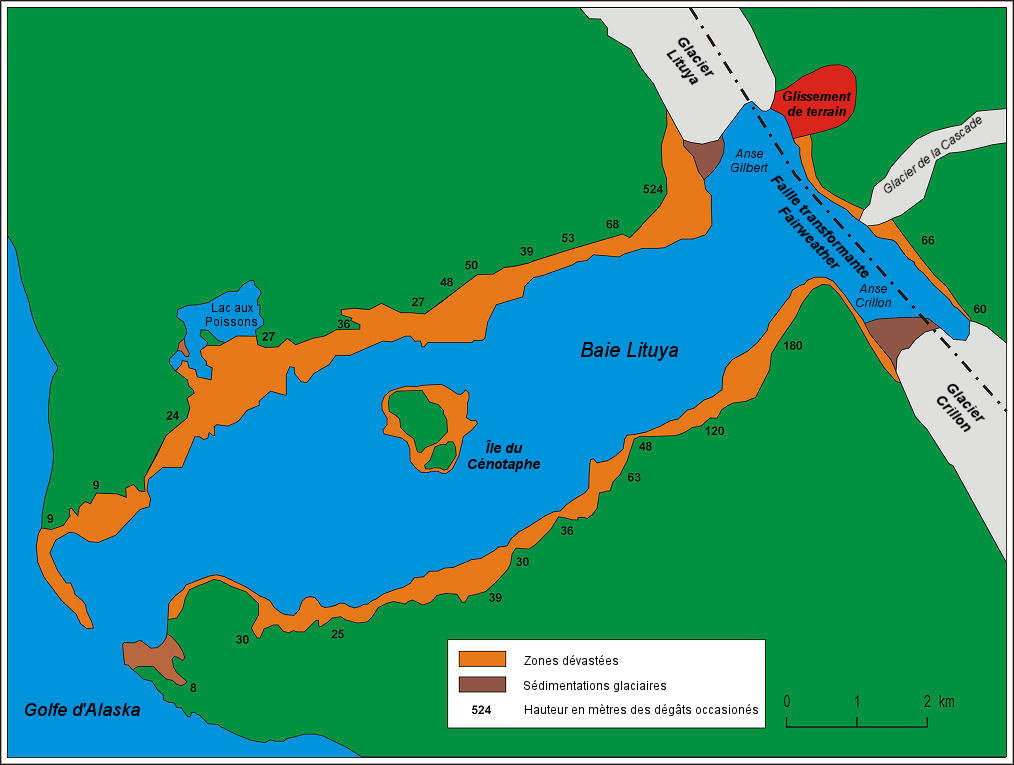
Carte de la baie Lituya après le mégatsunami de 1958.

Le 9 juillet 1958, un séisme de magnitude 8,3 dont l'épicentre se situe à 21 km de la baie de Lituya frappe les montagnes bordant la baie et provoque un glissement de terrain sur le flanc ouest de l'une d'elles. Les masses rocheuses déstabilisées plongent alors dans la baie, plus précisément dans l'anse Gilbert, créant une onde de choc qui donne naissance à un tsunami. Cette vague progresse dans un premier temps dans la même direction que le glissement de terrain et heurte ainsi la montagne sur le rivage opposé. Possédant encore toute son énergie, la masse d'eau s'élève le long de ses pentes, arrachant la végétation et décapant le sol jusqu'à la roche

« la belle forêt d'épicéas avait été balayée par l'onde gigantesque. Et non seulement la forêt, mais aussi toute la terre sur laquelle elle avait poussé […] tout avait été nettoyé jusqu'à la roche nue, jusqu'à l'os de la planète… »

Les traces du passage de l'eau seront observées jusqu'à une altitude de 524 ou 525 mètres,, faisant de ce tsunami l'un des plus hauts jamais observés. Toutefois, cette caractéristique est à modérer du fait que ce n'est pas la vague en elle-même qui mesurait 525 mètres de hauteur mais son déferlement, ce qui peut sensiblement fausser les mesures. La vague, d'une hauteur estimée à 60 mètres, poursuivant son parcours, traverse la baie dans sa longueur en occasionnant le même type de dégâts tout le long du rivage mais jusqu'à une altitude inférieure, l'énergie du tsunami se dissipant au fur et à mesure de son avancée en raison de l'élargissement de la baie et de la présence de l'île en son centre. Arrivant au détroit qui fait communiquer la baie avec l'océan Pacifique, la vague ne parvient pas à franchir significativement les hauts-fonds et le tsunami ne s'étend pas à l'océan. Les dégâts sont surtout représentés par l'arrachement de la végétation le long du rivage et le décapage du sol. Mouillés à côté de l'île du Cénotaphe, trois bateaux de pêche sont emportés par l'énorme vague, tuant deux à cinq personnes. L'un des bateaux a été retrouvé vide dans la baie, et un autre a totalement disparu ; le troisième, occupé par un père et son fils, est passé au-dessus de l'île du Cénotaphe, a été emporté dans l'océan puis, lors du reflux, est revenu à l'intérieur de la baie : 

« Ils ont raconté : à huit kilomètres de leur mouillage, ils avaient vu se dresser une montagne d'eau qui aussitôt fonça sur eux à une vitesse effroyable. Ils eurent néanmoins le temps, presque par réflexe, de lancer leur moteur et ce fut vraisemblablement ce qui les sauva. L'onde colossale avait encore quelque cinquante mètres de haut lorsqu'elle arriva sur eux ; elle les souleva et les porta par-dessus l'île, dont ils aperçurent sous eux, par transparence, la cime des grands sapins… Jusqu'à combien de milles en mer furent-ils emportés ? Ils ne le savent pas, car déjà le reflux les ramenait dans la baie. Sur l'île basse et plate il n'y avait plus un arbre debout. Voilà comment, par des témoins, qui ont vécu une aventure unique, on sait ce qui s'est passé là-bas. »